# Movimiento Otro Camino
Movimiento Otro Camino (MOCA) es un partido político de Panamá, reconocido como tal por el Tribunal Electoral de Panamá el 29 de junio de 2022. El principal líder y presidente del partido es el candidato presidencial Ricardo Lombana. Tiene 37.474 afiliados.
El movimiento surge como un grupo político independiente que buscaba la candidatura presidencial de Lombana a través de la libre postulación en las elecciones de 2019, sin embargo quedaron en tercer lugar detrás del PRD y de CD.
Tras las elecciones, el movimiento se orientó a convertirse en partido político aduciendo que las normas electorales favorecían a los partidos y habían desventajas en la libre postulación. El 19 de noviembre de 2019, el grupo solicitó formalmente ante el Tribunal Electoral su intención de convertirse en partido político. Fue reconocido como partido en formación el 10 de febrero de 2020 y tras la convención constitutiva del 22 de mayo de 2022, se le dio el reconocimiento como partido político por el tribunal el 29 de junio de 2022.
El partido busca la participación de Lombana en las elecciones presidenciales de 2024, y además se consideran un partido anticorrupción.